# Ustream
Ustream (укр. «Юстрім») — це компанія, яка заснована в 2007 році, та забезпечує потокові відео послуги більш ніж для 80 мільйонів глядачів і мовних компаній. Вона заснована в Сан-Франциско і має понад 180 співробітників у своїх офісах Сан-Франциско, Лос-Анджелесі та Будапешті. Партнери компанії — Panasonic, Samsung, Logitech, CBS News, PBS NewsHour, Viacom і IMG медіа.
З 2016 року є підрозділом компанії IBM. 1 квітня 2018 року, через два роки після придбання, Ustream змінила свою назву на IBM Cloud Video, щоб відобразити свою приналежність, але швидко змінила цю назву на IBM Watson Media, щоб відобразити вбудовані можливості штучного інтелекту IBM Watson. 